# Бастіано да Санґалло

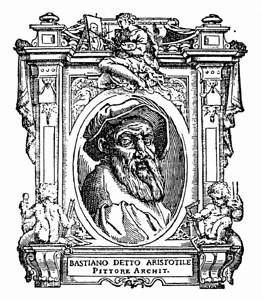
Бастіано да Санґалло, відомий як Арістотіле, із «Життєписів» Джорджо Вазарі

Бастіано да Санґалло (італ. Bastiano da Sangallo; відомий як «Арістотель, Арістотіле» (італ. Aristotile); 1481, Флоренція — 31 травня 1551 року, Флоренція) — італійських архітектор, художник, сценограф.
Племінник братів Джуліяно та Антоніо, він здійснив вплив на театр епохи Відродження. За серйозний і вдумливий характер його прозвали «Арістотелем» (Арістотіле).

## Біографія
Як художник він був спершу учнем Перуджіно, а потім Мікеланджело. Спершу працював у Римі зі своїм братом-архітектором Джованом Франческо. 1515 року він переїхав до Флоренції, де в 1525 році разом з Андреа дель Сарто оформили сцену для п'єси «Мандрагора» Нікколо Макіавеллі. Наступного року він з великим успіхом оформив, на цей раз сам, сцену для першої постановки іншого твору Макіавеллі, «Клізія».
1536 року він опікувався підготовкою сцени для п'єси «Арідозія» (італ. Aridosia) Лоренціно Медічі. У 1539 році він здійснив дивовижну сценографію (із зображенням міста Піза) для комедії «Коммодо» (італ. Il commodo) Антоніо Ланді, і того ж року він керував будівництвом сцени для розкішного святкування шлюбу Козімо I Медічі з Елеонорою Толедською у дворі Палаццо Медічі.
Бастіано да Санґалло зробив фундаментальний внесок, з точки зору сценографії, у ренесансне перевідкриття класичного театру. Він також активно працював як архітектор. З 1530 року у Флоренції за проєктом Рафаеля з'явився Палаццо Пандольфіні. Він також був присутній на будівництві Рокка-Паоліна в Перуджі (1543–1545) і Рокка-де-Чивіта-Кастеллана, у співпраці зі своїм двоюрідним братом Антоніо да Санґалло Молодшим.

### Копія картону Мікеланджело «Битва при Кашині»

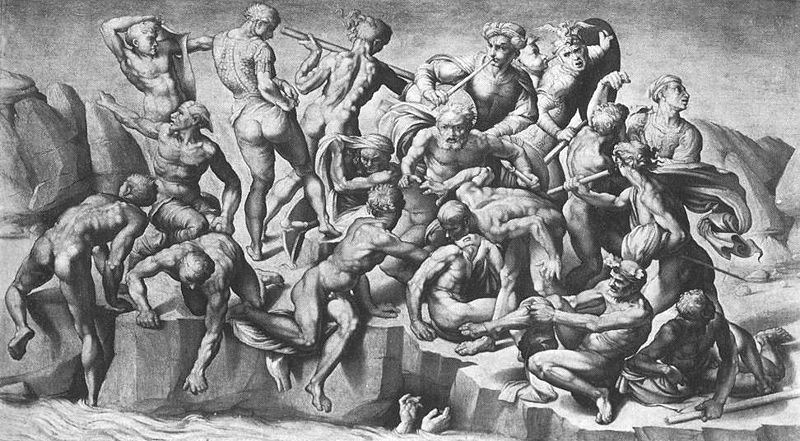
«Битва при Кашині» (копія картону Мікеланджело)

У 1542 році він зробив, як повідомляв Вазарі, зменшену копію картону «Битва при Кашині» (1506). Олійна копія частини картону зберігається у Гокгем-голлі в Норвічі (Англія), і має велике значення, оскільки оригінальний картон Мікеланджело втрачено, і залишилося лише кілька його підготовчих малюнків.

### Діяльність сценографа
Особлива віртуозне володіння перспективою, яким був відомий Санґалло, особливо знадобилося у сценографії, в контексті театральної фантастики та пишноти вечірки. Уже в 1515 році у Флоренції він був одним із головних дійових осіб із влаштування тріумфу Папи Медічі Лева X, створивши разом із Граначчі світлотінь, яка ілюзіоністично імітувала скульптуру у фальшивій тріумфальній арці біля воріт Бадія.
1518 року задокументовано першу сценографію для весілля між Лоренцо Медічі та Маддаленою де Ла Тур д'Овернь (італ. Maddalena de La Tour d'Auvergne), разом з іншими сценографіями Франчабіджо та Рідольфо дель Гірландайо (італ. Ridolfo del Ghirlandaio). На той час сцена все ще повинна була в основному складатися з перспективи міста, намальованого на тлі, спереду якого розташовувалися два або три практичні суцільні елементи (наприклад, житлові будинки), у правильній пропорції та вирівнюванні.
1533 року Арістотіле створив сцену на лоджії другого двору Палаццо Медічі на вулиці Ларґа, і ця сцена використовувала наявну колонаду.
1536 року, щоб відзначити весілля між Алессандро Медічі та Маргаритою Пармською, дочкою Карла V, Бастіано зробив ще один крок вперед, побудувавши посередині сцени для «Арідозії» Антоніо Ланді, міцну тріумфальну арку.
1539 року у другому дворі Палаццо Медічі ще одна сцена, яка реалістично представляла Пізу, місто комедії «Коммодо» Антоніо Ланді, показуючи, крім того, канал, який відокремлював глядачів від сцени, видаючи себе за Арно, і який використовувався для водних інтермедій, і обертове сонце на небі сцени, яке світило протягом усього часу вистави.
Інтерес до сценічних механізмів знову проявився 1543 року, коли, взявши за основу periatti Вітрувія, він створив сцену, яка змінювалася двічі, повертаючи призми, які з'єднувалися разом, змінюючи сцену.

### Діяльність як художника
Деякі дослідники ототожнюють його з Майстром Серумідо.

### Цікаві факти
Кажуть, що він позичив своє обличчя персонажу Арістотеля в «Афінській школі» Рафаеля.

## Виноски
1. ↑  Vasari G. Le vite de' più eccellenti pittori, scultori e architettori (1568) — 2 — Firenze: 1568. — P. 536.
2. ↑  Vasari G. Vies des peintres, sculpteurs et architectes — Paris: 1841. — Vol. 9. — P. 43.
3. 1 2  RKDartists
4. ↑  Bastiano da Sangallo
5. ↑  Benezit Dictionary of Artists — OUP, 2006. — ISBN 978-0-19-977378-7
6. ↑  Identifiants et Référentiels — ABES, 2011.
7. 1 2  Sangallo. 1911 Encyclopædia Britannica. Т. Volume 24. 1911. Процитовано 21 жовтня 2022. {{cite news}}: |volume= має зайвий текст (довідка)
8. ↑  Secondo Vasari fu in questa occasione che Bastiano si meritò il soprannome di «Aristotile»